# كريس ديفيس (سياسي)
كريس ديفيس (بالإنجليزية: Chris Davis)‏ هو طبيب وسياسي جنوب أفريقي وأسترالي، ولد في 13 أكتوبر 1953 في كيب تاون في جنوب أفريقيا. حزبياً، نشط في الحزب الوطني الليبرالي في كوينزلاند (2011 – 2014). وقد انتخب عضو المجلس التشريعي ولاية كوينزلاند عن دائرة Electoral district of Stafford ‏ (24 مارس 2012 – 23 مايو 2014).